# Robert Schulze (Schiedsrichter)

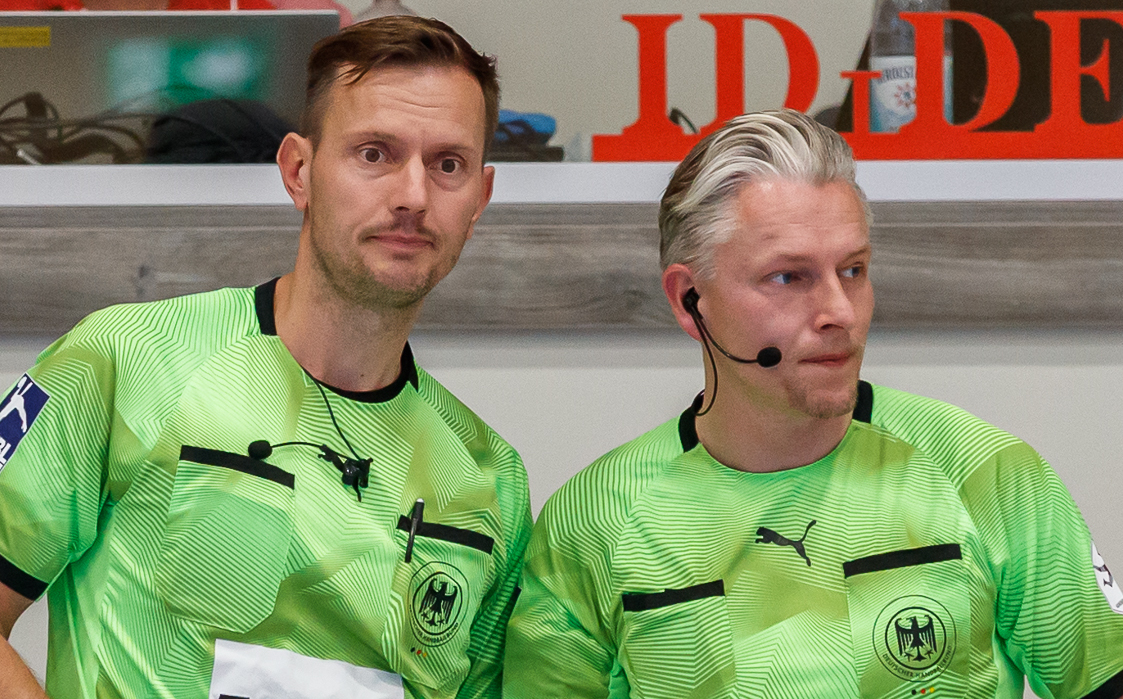
Robert Schulze (rechts) mit seinem Gespannpartner Tobias Tönnies

Robert Schulze (* 13. Dezember 1983) ist ein deutscher Handballschiedsrichter aus Magdeburg. Er gehört zum DHB und ist seit 1998 Schiedsrichter. Zusammen mit Tobias Tönnies bildet er ein Gespann.

## Karriere
Schulze pfeift mit seinem Gespannpartner seit 2007 in der Handball-Bundesliga, wo sie seitdem über 600 Spiele geleitet haben. Seit 2012 werden sie auch in der EHF Champions League eingesetzt und kommen dort auf über 150 Spiele. 2013 folgten erste Einsätze bei der Jugendweltmeisterschaft, ein Jahr später waren sie erstmals bei einer Frauen-Europameisterschaft im Einsatz. Zur Panamerikameisterschaft der Männer 2016 wurden sie erstmals vom Weltverband nach Südamerika eingeladen. 2021 durfte das Gespann bei den olympischen Sommerspielen sechs Spiele leiten. Bei der Handball-Europameisterschaft der Männer 2022 pfiffen sie das Endspiel zwischen Schweden und Spanien. Bei der Handball-Weltmeisterschaft der Männer 2023 leitete das Gespann das Halbfinale zwischen Spanien und Dänemark.
Zusammen mit seinem Gespannpartner wurde Schulze in Deutschland sechs Mal zum Schiedsrichter der Saison gewählt (2018/19, 2020/21, 2021/22, 2022/23, 2023/24, 2024/25).